# Eugène Massol

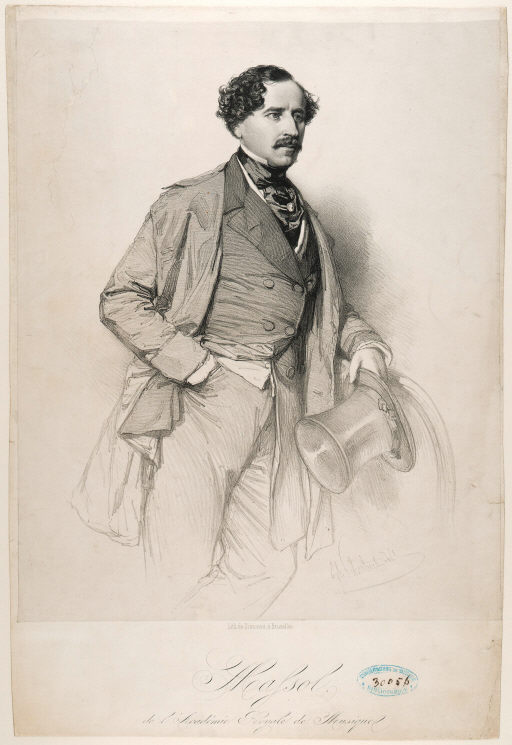
Eugène Massol circa 1845

Jean-Étienne-Auguste Massol (ook bekend als Eugène Massol) (Lodève, 23 augustus 1802 – Parijs, 30 oktober 1887) was een Franse operazanger (tenor en bariton) die aan veel wereldpremières van Franse opera’s heeft meegewerkt.
Massol werd geboren in Lodève en studeerde aan het Parijse conservatorium onder Charles-Henri Plantade. Hij won er in 1825 de eerste prijs voor zang en debuteerde in datzelfde jaar als Licinius in La vestale van Gaspare Spontini aan de Opéra de Paris. Tot in de late jaren 1830 zong Massol voornamelijk secundaire tenorrollen. Stilaan vergaarde hij ook enige reputatie als bariton. In 1845 trok hij naar Brussel, waar hij hoofdrollen zong zoals de titelrol van de eerste uitvoering van Verdi’s Nabucco aan de Koninklijke Muntschouwburg. Van 1848 tot 1849 was hij tevens directeur van deze instelling. In deze periode trad hij ook op in het Londense Royal Opera House. In 1850 keerde Massol terug naar Parijs, waar hij actief bleef als bariton tot aan zijn pensioen in 1858. Hij overleed in Parijs op 85-jarige leeftijd.

## Rollen
- Lorenzo (tenor) in La muette de Portici, 1828[1]
- Second knight (tenor) in Le comte Ory, 1828
- Rodolphe (tenor) in Guillaume Tell, 1829
- Herald (tenor) in Robert le diable, 1831
- Christian (tenor) in Gustave III, 1833
- First drinker (tenor) in La Juive, 1835
- Cossé (tenor) in Les Huguenots, 1836
- Quasimodo (tenor) in La Esmeralda, 1836
- Michael (tenor) in Stradella, 1837
- Fortebraccio (tenor) in Guido et Ginevra, 1838
- Fieramosca (bariton) in Benvenuto Cellini, 1838
- Sévère (bariton) in Les Martyrs, 1840
- Bronzino (bariton) in Le comte de Carmagnola,[2] 1841
- Mocénigo (bariton) in La reine de Chypre, 1841
- L'Inconnu (bariton?) in Le guérilléro,[3] 1842
- L'homme de la forêt du Mans (tenor) in Charles VI, 1843
- Abayaldos (bariton) in Dom Sébastien, 1843
- Ruben (bariton) in L'enfant prodigue, 1850
- Ahasvérus (bariton) in Le Juif errant, 1852

- Bibliothèque nationale de France: cb14790902z (data)
- Gemeinsame Normdatei: 1262814766
- International Standard Name Identifier: 0000 0000 0296 4939
- Système universitaire de documentation: 153078588
- Virtual International Authority File: 15036329